# 拉里·约翰逊 (1954年)
拉里·约翰逊（英語：Larry Johnson，1954年11月28日—2025年5月1日）是美国NBA联盟前职业篮球运动员。他在1977年的NBA选秀中第2轮第24顺位被洛杉矶快船选中。